# ギュルシェン
ギュルシェン（トルコ語:Gülşen、英語風にGulshenと綴る場合も）、本名ギュルシェン・バイラクタル（Gülşen Bayraktar）はトルコの歌手。1976年5月29日生まれ、イスタンブール出身。歌唱力に加えて、そのセクシーなアピールで人気が高い。

## 来歴
ギュルシェンの初アルバムBe Adamは1996年に、2番目のアルバムErkeksenは1999年にリリースされた。2002年にリリースされた3番目のアルバムŞimdiは商業的成功を得ることができなかった。そのことが影響してか、次にリリースされた4番目のアルバムOf...Of...(2004年)では、収録曲のプロモーション･ビデオで体のわずかな部分を覆うだけの格好で登場し、ラジオ・テレビの監視機関RTÜKによって放送に不適格と判断された。多くのテレビ局が彼女のプロモーション・ビデオを放送したことについて警告を受けた。
2006年にリリースされた5番目のアルバムのタイトルYurtta aşk, cihanda aşk(祖国に愛、世界に愛)はケマル・アタテュルクの有名な言葉「祖国に平和、世界に平和 (Yurtta sulh, cihanda sulh)」の引用である(WikiQuote)。

## アルバム
- "Be Adam" (1996)
- "Erkeksen (あなたが男なら・・・)" (1999)
- "Şimdi (今)" (2001)
- "Of...Of..." (2004)
- "Yurtta Aşk, Cihanda Aşk (祖国に愛、世界に愛)" (2006)
- "Ama Bir Farkla" (2007)
- "Önsöz" (2009)
- "Beni Durdursan mı?" (2013)
- "Bangır Bangır" (2015)